# Assizes da România
Assizes da România (em francês: Assises de Romanie), formalmente o Livro dos Usos e Estatutos do Império da România (em veneziano: Libro de le Uxanze e Statuti de lo Imperio de Romania), é uma coleção de leis compilada no Principado da Acaia que tornou-se o códio de lei comum dos Estados da Grécia franca nos séculos XIII-XV, e continuou em uso ocasional nas ilhas Jônias venezianas até o século XVIII.

## História
A compilação compreende uma prólogo e 219 cláusulas. A história tradicional da origem do código legal, recontada no prólogo, é que o primeiro imperador latino, Balduíno I, baseou-se nos Assizes de Jerusalém, mas isso é disputado. A atual coleção foi na verdade compilada na Moreia franca (o Principado da Acaia) entre 1333 e 1346 e é baseado numa variedade de tradições locais. Os Assizes de Jerusalém foram utilizados na medida em que, nas palavras do medievalista David Jacoby, "[lá] os latinos enfrentaram circunstâncias políticas e militares similares àquelas da Moreia, e existiram num Estado virtual de guerra perpétua", mas a coleção moreota incorpora também costumes feudais importados pelos cruzados diretamente da Europa Ocidental, legislação da França e Nápoles dos angevinos, o direito bizantino sobre a herança e lei agrícola (especialmente sobre os servos ou páricos), bem como leis oriundas das decisões cortesãs do Império Latino e do Principado da Acaia.
Devido a preeminência política da Acaia, os Assizes foram adotados por boa parte da Grécia franca, e sobreviveu até tardiamente nas colônias venezianas nas ilhas Jônias, onde foram ocasionalmente consultados até a dissolução da República de Veneza por Napoleão Bonaparte em 1797. De fato, os Assizes apenas sobreviveram nas traduções venezianas datadas de 1423 até meados do século XVIII.

## Edições
Os vários manuscritos dos Assizes foram publicados pela primeira vez por Paolo Canciani em 1785:
- Canciani, Paolo, ed. (1785). Liber Consuetudinum imperii Romaniae, in Venetorum et Francorum ditionem redacti, concinnatus in usum Principatus Achajae a Serenissima Republica Veneta. Barbarorum leges antiquae III. Venice. pp. 495–534.

Também existem duas edições críticas com a tradução francesa e inglesa respectivamente:
- Recoura, Georges, ed. (1930). Les Assises de Romanie: éd. critique avec une introd. et des notes. Paris: H. Champion. OCLC 2365468.
- Topping, Peter W., ed. (1949). Feudal Institutions as Revealed in the Assizes of Romania: The Law Code of Frankish Greece; Translation of the Text of the Assizes with a Commentary on Feudal Institutions in Greece and Medieval Europe. Philadelphia: University of Pennsylvania Press. OCLC 302644.
- Parmeggiani, Antonella, ed. (1998). Libro dele Uxanze e statuti delo imperio de Romania. Spoleto: CISAM. OCLC 42616986.